# Faro Concordia
El Faro Concordia o Faro limítrofe enfilación Concordia es un faro perteneciente a la red de faros de Chile y está ubicado en extremo norte de Chile en la Región de Arica y Parinacota. Su estructura es piramidal metálica cubierta por bandas agrupadas en blanco rojo y blanco. 
Entró en servicio el año 1972. Faro habitado.